# The Cleveland-Loretta Quagmire
The Cleveland-Loretta Quagmire (titulado El lío Cleveland-Loretta Quagmire en España y El triángulo amoroso en Hispanoamérica) es el quinto episodio de la cuarta temporada de la serie Padre de familia emitido el 12 de junio de 2005 a través de FOX. El episodió está escrito por Patrick y Mike Henry y dirigido por James Purdum.
La trama se centra en los escarceos amorosos de Loretta con Quagmire al engañar a Cleveland por su "falta de pasión" y por no ser el hombre que se esperaba. El episodio marca la última aparición de Loretta Brown hasta Love Blacktually de la séptima temporada. El divorcio final entre los dos fue la primera base para la creación de The Cleveland Show.
Debido a su contenido, el capítulo fue calificado con TV-14 DLS.

## Argumento
El episodio empieza en alta mar, en el que Peter y sus amigos celebran una fiesta en su yate. Mientras Quagmire practica la pesca, uno de los peces va a parar al escote de Loretta. Aunque cortado por tratarse de la mujer de su mejor amigo, Quagmire recoge la pieza ante los ánimos e insinuaciones de la mujer. Sin embargo, Cleveland no parece prestar atención a la escena. Por otro lado, mientras Joe realiza un juego de charadas, una ola golpea con violencia la embarcación y este cae por la borda. Mientras observan como Joe se ahoga, uno de los trabajadores de Peter le rescata y le hace la reanimación cardiopulmonar. Impotente por no impedir que Joe estuviera a punto de morir, Lois insiste en que Peter le acompañe a unos cursos de primeros auxilios. Desafortunadamente, Peter se excede al auxiliar a un hombre que tuvo un encontronazo con un coche y le retiran el carnet de socorrista.
Mientras Peter y Brian hablan del tema, escuchan gritos femeninos procedentes de la casa de Cleveland, al creer que Loretta está en apuros, entran en su casa en donde la pillan en el sofá con un hombre blanco con un tatuaje en la nalga izquierda. En un primer momento Peter piensa que su amigo tiene el culo albino para ser de raza negra hasta que Brian le convence de que Loretta está engañando a Cleveland. Tras contarles lo sucedido a Lois, Joe, Bonnie y Quagmire (este último nervioso), Peter se ofrece voluntario para contarle a Cleveland las malas noticias. Sin embargo, Cleveland no parece reaccionar y tras pedirle de manera inocente explicaciones a su mujer, esta le tira de casa. Lois empieza a preocuparse al ver que Cleveland es incapaz de enfadarse con su mujer por engañarle y tirarle de su propia casa, por otra parte, Peter piensa que lo que necesita es vengarse y acude con Brian a casa de Quagmire, el cual se encuentra en ropa interior para disgusto del can hasta que descubre el tatuaje en cuestión. A pesar de las suplicas de este porque no le diga nada a Cleveland, Peter se va de la boca, no obstante, Cleveland sigue sin reaccionar para asombro de Lois y Brian.
Peter intenta ayudar a su amigo a sentirse furioso llevándole a un combate de lucha libre, sin embargo los intentos son vanos hasta que Peter decide ponerse una máscara con la cara de Quagmire y a Brian, otra con la de Loretta, aunque esta vez consigue que su método funcione más de lo que hubiera deseado, puesto que Cleveland empieza a volverse violento al mismo tiempo que jura matar a Quagmire, por lo que Peter intenta protegerle en casa del Alcalde West, pero decide volver a casa y llamar a Cleveland para disculparse cuando en el momento preciso aparece este con un bate de béisbol y le persigue por toda la casa hasta que en el jardín, Cleveland reconoce que a pesar del daño que le hayan hecho, esa no es su forma de ser. Por otro lado, Peter y Lois traen a Loretta para que se reconcilien, pero lejos de perdonarse, Cleveland declara que se merece algo mejor que Loretta y le exige el divorcio.
Finalmente Cleveland y Quagmire se disculpan (ante la insistencia de Quagmire) mediante un combate de boxeo al estilo de Rocky III.

## Producción y recepción

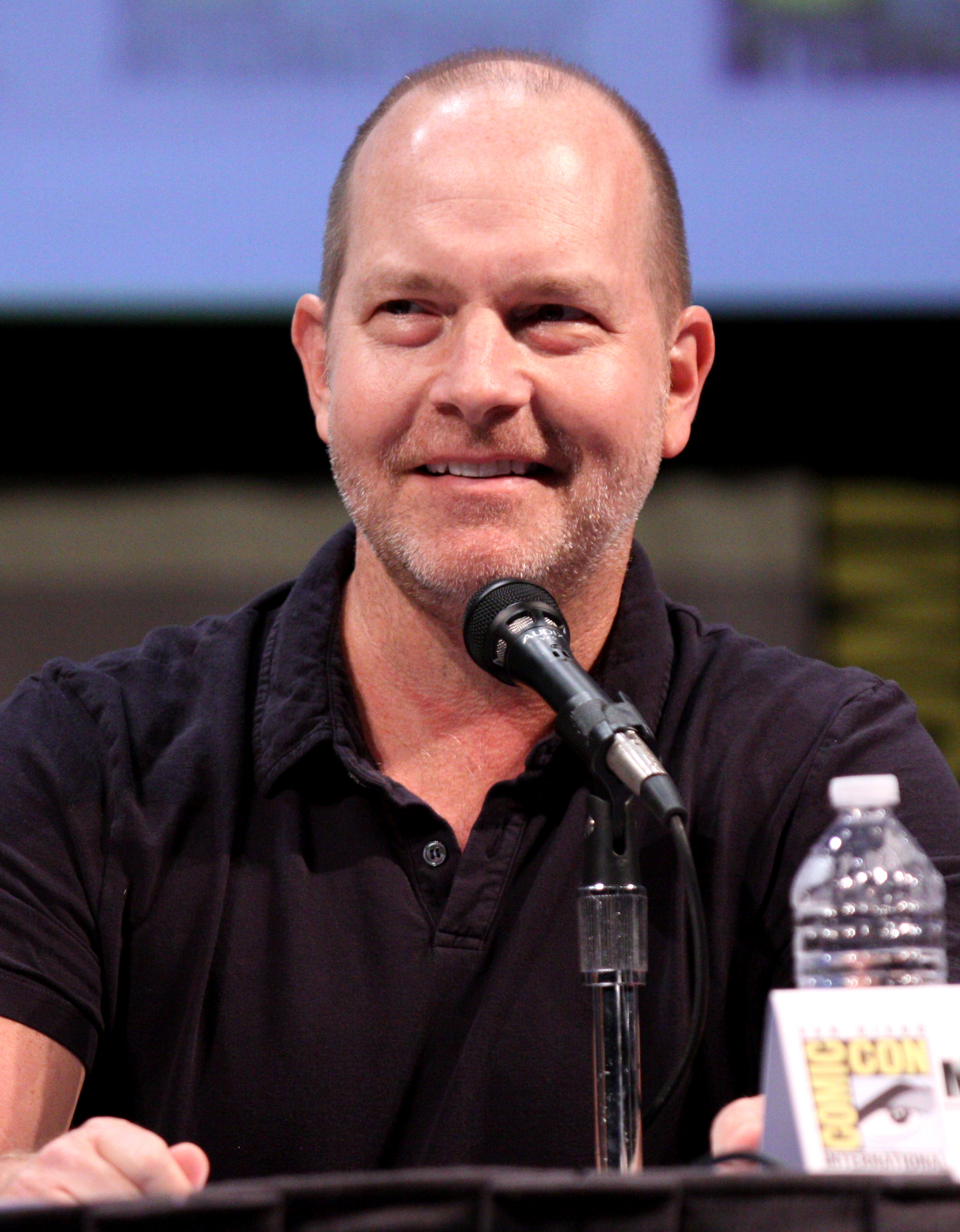
Mike Henry (actor), panel de The Cleveland Show en la Comic-Con International 2011